# Colle del Longet
Il Colle del Longet (2.649 m s.l.m.) è un valico alpino situato nelle Alpi Cozie lungo la linea di confine tra l'Italia e la Francia. 

## Descrizione
Il colle si trova tra le vette del Roc della Niera (3.177 m s.l.m.) e del Bric de Rubren (3.340 m s.l.m.). Presso il valico si trovano diversi laghetti, ed è in uno di essi che nasce l'Ubaye. Dal valico si ha un bel punto di osservazione sul Monviso, mentre sul versante francese si può osservare a qualche chilometro dalla vetta il relitto di un piccolo aereo. 

## Accesso
Non esistono strade o piste carrozzabili che attraversano il valico, accessibile solo a piedi o in mountain bike. La strada si ferma sul versante francese a 15 km dal colle, presso Maurin-Maljasset (frazione di Saint-Paul-sur-Ubaye), e a 5 km dalla vetta sul versante italiano, nel villaggio di Chianale.

### Punti di appoggio
Nel 2018 è stato eretto un bivacco: il Bivacco Enrico Olivero situato a 10 minuti dal colle proprio poco sopra il secondo dei laghi Bes, il bivacco è un utile punto d'appoggio per le ascensioni al Monte Salza, al Mongioia, alla cima di Pienasea, al cima del Lupo, al tour del Roc della Niera, al Tete de Longet e alla traversata Vallone dell'Antolina-Vallone di Fiutrusa (passando per il Colle del Lupo)